# Constantin Negruzzi
Constantin (Costache) Negruzzi (pronunție în română [konstanˈtin neˈɡrut͡si], „Negrú-ți”; n. 1808, Trifești, România – d. 1868, Iași, România) a fost un om politic și scriitor român din perioada pașoptistă.

## Biografie
Constantin Negruzzi s-a născut în anul 1808 la Trifeștii Vechi (astăzi Hermeziu), din apropierea Prutului, lângă Iași, fiind fiul lui Dinu Negruț, de origine răzășească, ajuns boier în rang de paharnic, și al Sofiei Hermeziu, fiica logofătului dreptății Iorgu Hermeziu. În anul 1809 mama sa s-a stins din viață.
Costache Negruzzi și-a început învățătura în greacă cu unul din dascălii greci mai cu renume pe atunci în Iași, iar să citească românește a învățat singur dintr-o carte a lui Petru Maior, precum însuși mărturisește într-un articol intitulat Cum am învățat românește, foarte interesant pentru detaliile pe care le dă asupra metodelor pedagogice întrebuințate de profesorii din acea vreme.
Izbucnind revoluția din 1821, s-a refugiat în Basarabia cu tatăl său. La Chișinău face cunoștință cu poetul rus Pușkin, care-i trezește interesul pentru literatură și cu un emigrant francez de la care ia lecții de limba și literatura franceză. Din această perioadă datează primele sale încercări literare: Zăbavele mele din Basarabia în anii 1821, 1822.
După moartea tatălui său, intră copist la visterie, începând astfel viața politică, cum făceau mulți fii de boieri pe atunci.
În acest timp publică câteva traduceri de poezii (Mnemon de Voltaire, Prostia Elenei de Marmontel), și câteva nuvele, care făcură mult efect. Îndemnat de scrierile patrioților de peste munți, studiază istoria și dă la lumină poemul Aprodul Purice ca un fel de protest indirect la adresa domnului și a boierilor din timpul său.
Ales, în 1837, deputat de Iași în Obșteasca obișnuită adunare, instituită de Regulamentul Organic, apoi ca funcționar superior și ca director al teatrului (alături de Mihail Kogălniceanu și Vasile Alecsandri), se arată pătruns de idei liberale și doritor de progres.  În 1840 era ales primar al orașului Iași.
Negruzzi nu ia parte la mișcarea din 1848 și mult timp rămâne retras din afacerile statului, reintrând mai târziu ca judecător, membru în Divanul domnesc (1857) și apoi, sub domnia lui Cuza, ca director al departamentului finanțelor, deputat și epitrop la Sf. Spiridon. 
Se stinge din viață la 24 august 1868 și este înmormântat în cimitirul bisericii din Trifeștii Vechi.

## Activitatea literară

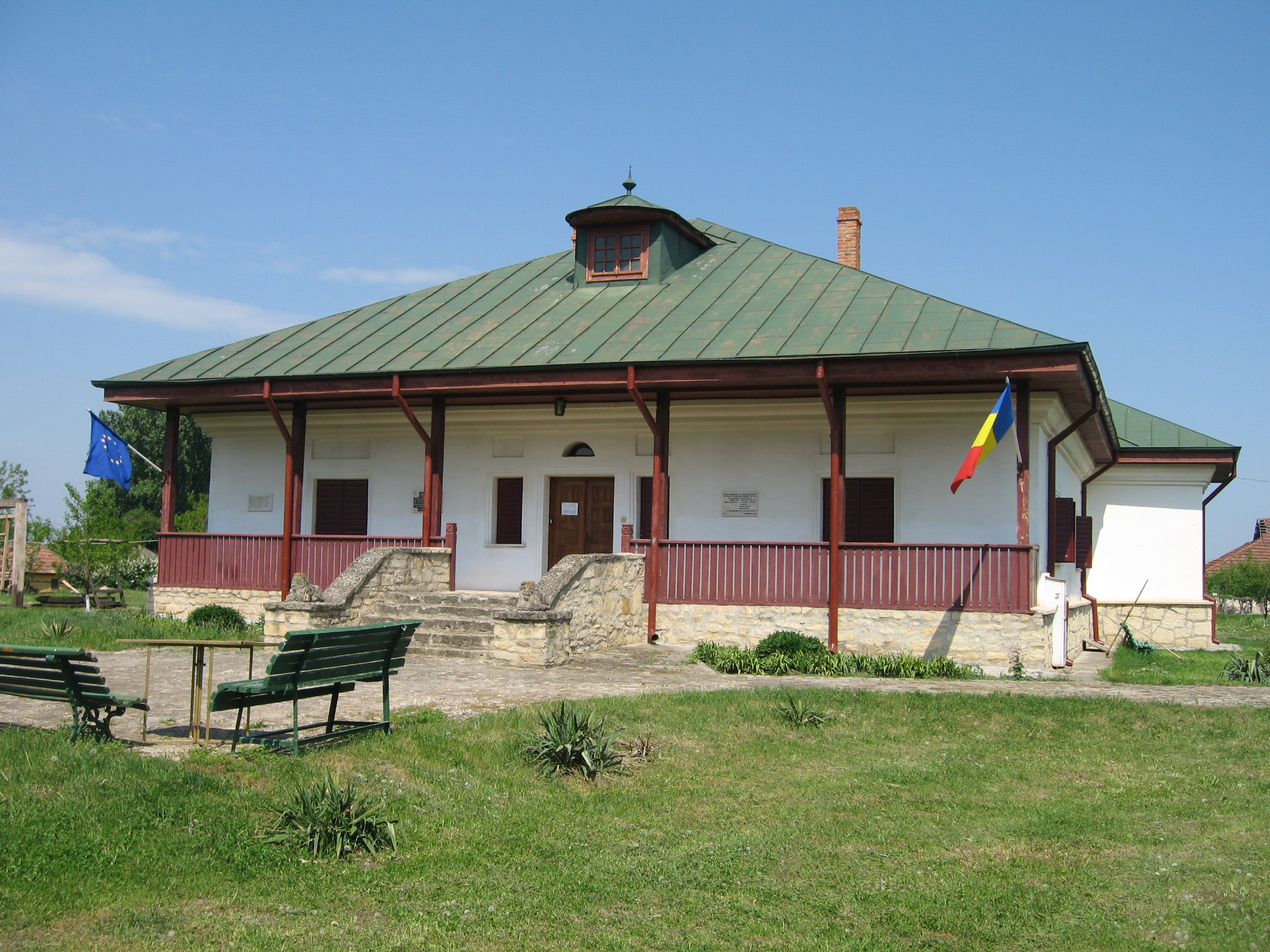
Casa memorială Costache Negruzzi de la Hermeziu.

Negruzzi debutează cu traducerea poeziei Șalul negru după Aleksandr Pușkin. Apoi întreprinde traducerea baladelor lui Victor Hugo, lucrare meritorie, pentru că a căutat să întrebuințeze un vers analog cu al poetului francez, vers greu de făcut în românește, mai ales în timpul când scria Negruzzi (ex. Pasul de arme al Regelui Ioan) și pentru că multe din ele exprimă foarte bine ideea autorului într-o românească curată. Dintre cele mai reușite se poate cita Uriașul.
O altă traducere importantă este a satirelor lui Antioh Cantemir, din rusește, făcută împreună cu Alexandru Donici.
Negruzzi a scris și poezii originale, dar acestea nu sunt partea cea mai strălucită din opera lui. Cea mai însemnată lucrare în versuri e Aprodul Purice. Începutul e pastoral; tonul epic e păstrat cumva, dar interesul și calitățile poetice scad la un moment dat, și de aici încolo este numai o cronică rimată.
Poemul începe prin a descrie starea liniștită a Moldovei, care scăpase de războaie. Hroiot, un general ungur al regelui Matias Corvin, aflând că Ștefan este departe de hotarele ungurești, hotărî să întreprindă o năvălire în principat ca să se răzbune împotriva lui Ștefan, care-l învinsese de multe ori. Pregătirile pe care încep să le facă ungurii sunt însă aflate de un român, care se găsea rătăcit prin armata dușmană. Acesta, îmboldit de iubirea de patrie, alergă la pârcălabul din Roman și-i spuse ce se uneltea între unguri. Pârcălabul trimite în pripă un curier la Ștefan și în același timp ia oarecare măsuri ca să întâmpine pe inamic, dacă ar sosi mai înainte.
Operele în proză sunt împărțite în trei grupe, botezate cu titlul general de Păcatele tinerețelor (1857). În prima intră Amintirile din junețe, câteva povestiri, din care unele cu caracter personal, de exemplu Zoe (1829) și O alergare de cai (1840), nuvele în care intriga e bine condusă și plină de interes, iar limba e românească și cu expresiuni nimerite. Fiziologia provințialului reprezintă poate cea mai bună fiziologie scrisă în limba română. 
Tot în această grupă intră și povestea Toderică, jucătorul de cărți (1844), imitată cu destulă libertate după Federico de Prosper Mérimée. E vorba aici de un jucător de cărți care pierduse toată averea, și găzduind odată pe Iisus Hristos și pe Sfântul Petru, a obținut ca răsplată trei lucruri: cărțile pe care le avea în mână au fost dăruite cu putere ca totdeauna să-i aducă câștig lui Toderică, pomul de la ușa lui să fie așa ca oricine se va sui să nu se poată coborî fără voia lui Toderică, în fine un scaun de asemenea fu blagoslovit ca oricine va sta pe el să nu se ridice fără voia lui Toderică. Cu mijloacele acestea el făcu avere mare, scăpă în câteva rânduri de moarte și în fine, când muri, izbuti să intre în rai prin șiretenia lui.
Această glumă nevinovată, despre care însuși Negruzzi ne spune că s-a tipărit mai mult ca să umple coloanele revistei decât cu vreo pretențiune literară, supără grozav clerul și administrația din acel timp - 1844 - încât îl trimiseră în exil la o mănăstire, iar revista Propășirea a fost suspendată.
Dintre fragmentele care alcătuiesc grupa a doua, cea mai însemnată lucrare este Alexandru Lăpușneanul, publicată în Dacia Literară în 1840, una din nuvelele de referință ale literaturii române. Nuvela se compune din patru părți, fiecare purtând un motto, care este tema ei. Iacob Eraclid, cunoscut sub numele de Despot Vodă, fusese ucis de Tomșa, care devenise domn al Moldovei; Alexandru Lăpușneanu, care mai domnise o dată, vine cu oști turcești ca să reintre în posesia tronului.
A treia grupă din scrierile lui Negruzzi o formează Scrisorile, peste 30 de bucăți. În unele se găsesc observații critice și satirice asupra obiceiurilor societății; în alte notițe despre diferiți scriitori (Scavin, Alexandru Donici), în altele amintiri personale sau povestiri din istoria țării. Tonul este în genere glumeț, potrivit cu genul acesta chiar când tratează chestiuni serioase și tratează asemenea chestiuni cum sunt cele privitoare la ortografie și la limbă. Scrisorile au fost publicate antum în volumul Negru pe alb.
Negruzzi ia parte la discuții cu Ion Heliade Rădulescu și cu ardelenii și înfățișează, chiar din primii ani ai acestei lupte, punctul de vedere cel mai cuminte. Scrisorile acestea sunt un bogat izvor de informații de tot felul, de care nu se poate lipsi cel care voiește să cunoască viața socială și culturală a epocii dintre 1838-39.
Negruzzi s-a ocupat și de teatru. Știm că a fost unul din cei care au pornit mișcarea din 1840. Pentru aceasta a tradus din franceză și a scris și lucrări originale - slabe ca întocmire dramatică, dar cu pasaje satirice hazlii: Cârlanii, vodevil într-un act (1857) și Muza de la Burdujeni (1850), în care își propune să ridiculizeze pe puriști și neologiști.
Gheorghe Sion a lăsat un portret spiritual memorabil a lui Negruzzi în lucrarea sa Din tinerețe (cap. XIII), inclusă în volumul Suvenire Contimpurane:
| “ | [Costache Negruzzi] ... era un adevărat enciclopedist, versat în cunoștințe nu numai literare, dar și istorice și filosofice, ajutat de o memorie prodigioasă și de cunoștința mai multor limbi străine. El, în adevăr, vorbea și scria grecește, franțuzește, nemțește și rusește, fără a menționa (sic!) latina și italiana, ale căror literaturi nu-i erau străine. | ” |

In aceeași lucrare, Gheorghe Sion descrie astfel prodigioasa ascensiune socială a lui Negrzzi :
| “ | Costache Negruzzi a fost, pe timpul acela, unul din cei dintîi care făcuse minunea de a se introduce în societatea boierilor din clasa întîia, de a capătă funcțiunea de membru de Divan și rangul de postelnic, funcțiune și rang care erau ca apanagiu pentru familiile aristocratice. El, în adevăr, cu inteligenta sa superioară, cu cultura sa rară pe atuncea, cu manierele sale originale dar distinse, era nu numai bine primit, dar chiar invitat și tras cu stăruință în casele cele mari. | ” |

## Cronologie

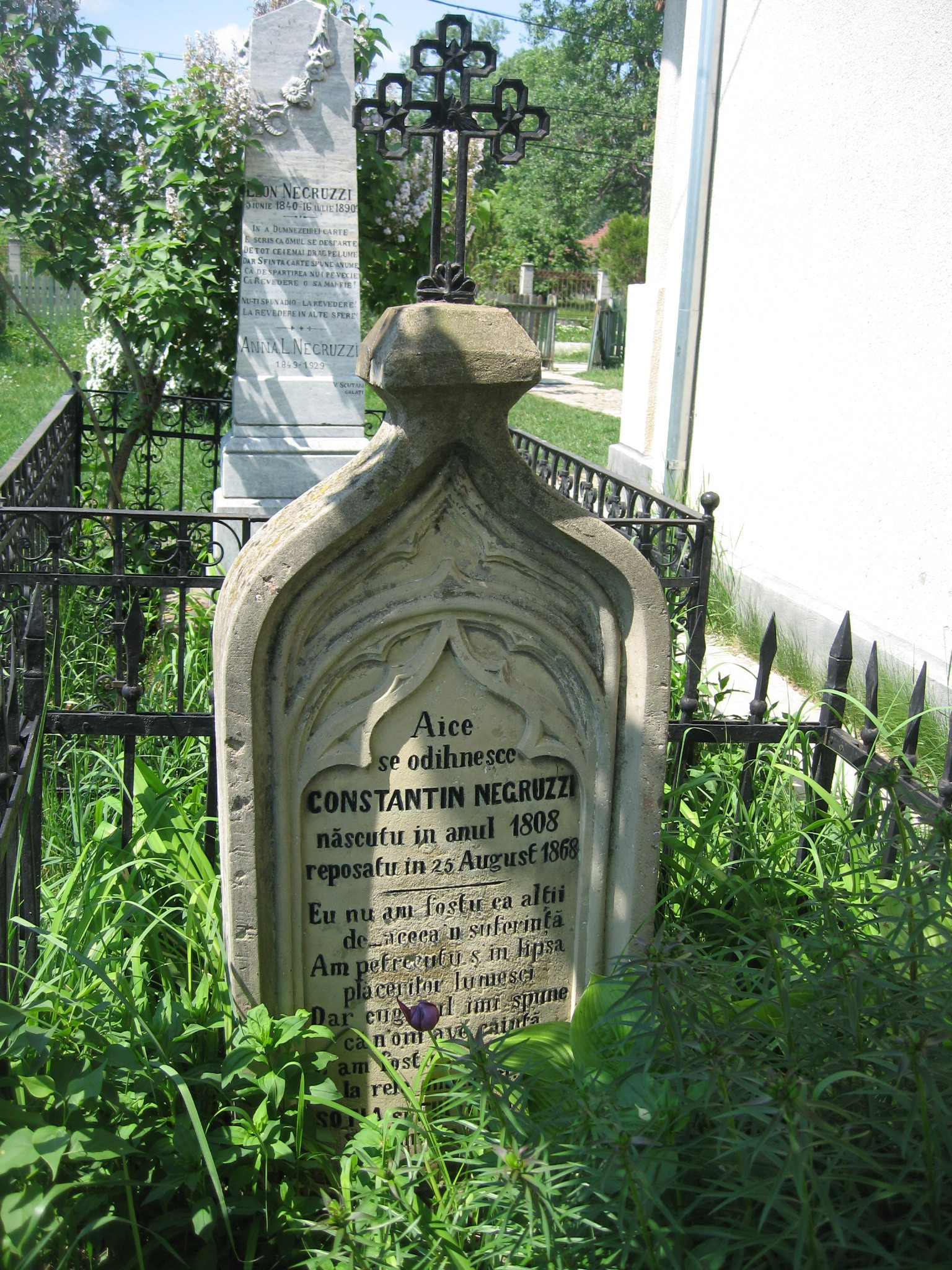
Mormântul neogotic al lui Costache Negruzzi, aflat în curtea bisericii din Hermeziu

- 1808 – Se naște la Trifeștii Vechi (jud. Iași) Costache Negruzzi, fiul paharnicului Dinu Negruț și al Sofiei Hermeziu. După ce învață în casă limba greacă și franceză, își însușește limba română cu un dascăl de la Seminarul de la Socola, episod povestit cu mult umor în Cum am învățat românește. Adevărata limbă română a învățat-o după cărțile populare Floarea darurilor, și Istoria lui Arghir și a prea-frumoasei Elene (tradusă de Ioan Barac), precum și după cartea lui Petru Maior Istoria pentru începutul românilor în Dachia. „Astfel Petru Maior m-a învățat românește.“
- 1809 - Moare mama sa, Sofia Hermeziu.
- 1821/1822 – Familia părăsește Iașii în urma mișcării eteriste, stabilindu-se la moșia Șărăuți din ținutul Hotinului, apoi la Chișinău, unde viitorul scriitor a avut privilegiul de a-l cunoaște pe Aleksandr Pușkin, exilat aici de autoritățile țariste.
- 1823 – Familia se întoarce la Iași.
- 1826 – Moare tatăl scriitorului, Dinu Negruț.
- 1825/1835 – În urma morții tatălui, ocupă diverse funcții administrative, de la aceea de diac la vistierie până la cea de secretar al Adunării Obștești.
- 1835 – Traduce Triizăci ani sau viața unui jucătoriu de cărți după opera cu același titlu a lui Victor Ducange și M. Dinaux.
- 1836 – În Muzeul Național (nr. 36, 37) apare Corespondența dintre doi români, unul din Țara Românească și altul din Moldova, pe de o parte I.H. Rădulescu, pe de alta C. Negruzzi, pe teme lingvistice de mare actualitate: simplificarea alfabetului, introducerea neologismelor, limba română unitară.
- 1837 – Traduce, la îndemnul lui Heliade care proiectase acea vestită Bibliotecă universală, Angelo, tiranul Padovei și Maria Tudor, drame ale lui Hugo. Publică poemul Aprodul Purice, sursa de inspirație fiind o legendă din O samă de cuvinte a lui I. Neculce, gândit drept un fragment din proiectata epopee Ștefaniada.
- 1837/1838 – Curierul de ambe sexe al lui Heliade publică nuvela romantică Zoe, apoi traducerea poemului Șalul negru de Aleksandr Pușkin.
- 1839 – Tot în Curierul de ambe sexe publică povestirea anecdotă Au mai pățit-o și alții, în Albina Românească apare Regele Poloniei și domnul Moldovei.
- 1840 – Apare la Iași Dacia literară sub direcția lui Kogălniceanu, a lui Alecsandri și a lui C. Negruzzi. În chiar numărul 1 al Daciei literare apare nuvela istorică Alexandru Lăpușneanul, care este de asemenea și prima nuvelă istorică din literatura română. G. Călinescu afirmă: „Numele lui C. Negruzzi este legat de obicei de nuvela istorică «Alexandru Lăpușneanul», care ar fi devenit o scriere celebră ca și «Hamlet«» dacă literatura română ar fi avut în ajutor prestigiul unei limbi universale“. Face parte din comitetul de direcție al Teatrului Național din Iași, alături de Kogălniceanu și de Alecsandri. Publică în Albina Românească nuvela Provințialul, devenită Fiziologia provințialului.
- 1842 – În Albina Românească apare Păcală și Tândală sau Morala moldovenească: „capodopera acestei proze de hilaritate clasică este «Păcală și Tândală», deschizând drumul lui Anton Pann și a lui Ion Creangă“ (G. Călinescu).
- 1844 – În revista Propășirea apare prelucrarea Toderică după Federigo a lui Prosper Merimée, care nemulțumește autoritatea domnească; autorul este exilat, iar revista oprită. Tipărește Vânătorul bun, o carte pe tema vânătorii pe care Odobescu o cunoaște, devenindu-i model pentru Pseudo-kinegeticos, operă terminată cu un fragment negruzzian.
- 1846 – În Almanahul de învățătură apare nuvela istorică Sobieski și românii.
- 1848 – Conservator în gândire, om cumpătat, având relații bune cu domnitorul, Negruzzi nu este printre participanții la evenimentele revoluționare din acest an.
- 1849 – La Teatrul Național din Iași se reprezintă vodevilul Doi țărani și cinci cârlani, devenit Cârlanii.
- 1850 – Este numit director al departamentului finanțelor; devine membru al unei loji masonice din Iași.[9]
- 1851 – Publică farsa într-un act Muza de la Burdujeni la sfârșitul căreia Negruzzi adaugă o notă: „Noi am zis - nu ne mai aducem aminte unde - că sunt mulți care schingiuesc și sfâșie frumoasa noastră limbă și în loc de creatori se fac croitori, și croitori răi. Asta ne-a îndemnat a compune această mică comedie crezând că facem un bine arătând ridicolul unor asemine neologiști“.
- 1853 – Negruzzi scoate revista Săptămâna.
- 1855 – În România literară a lui Vasile Alecsandri apar Istoria unei plăcinte și Ochire retrospectivă.
- 1857 – Apare volumul Păcatele tinereților, care cuprinde toate scrierile lui Negruzzi grupate în patru cicluri:
  - I. Amintiri din junețe (Cum am învățat românește, Zoe, O alergare de cai);
  - II. Fragmente istorice (Aprodul Purice, Alexandru Lăpușneanul, Sobieski și românii, Regele Poloniei și domnul Moldovei);
  - III. Neghină și Pălămidă (Cârlanii, Muza de la Burdujeni);
  - IV. Negru pe alb (Scrisori de la un prieten).
- 1862 – În revista Din Moldova apar Studii asupra limbii române.
- 1866 – La înființarea Societății Academice Române este numit membru al acesteia.
- 1868 – C. Negruzzi moare la Iași, fiind înmormântat la moșia sa din Trifești.